# 단계초등학교 (경남)
단계초등학교는 대한민국 경상남도 산청군 신등면 단계리에 있는 공립 초등학교이다.

## 학교 연혁
- 1922년 4월 26일 신등공립보통학교 개교
- 1938년 4월 1일 단계공립심상소학교로 개칭[1]
- 1941년 4월 1일 단계공립국민학교로 개칭[2]
- 1950년 4월 1일 단계국민학교로 교명 변경[3]
- 1980년 4월 1일 병설유치원 개원
- 1992년 3월 1일 율현분교장 본교 통합
- 1996년 3월 1일 단계초등학교로 개칭[4]
- 1999년 9월 1일 법물초등학교 본교 통합
- 2001년 3월 23일 학교 역사관 완공(단계, 율현, 법물)
- 2016년 2월 18일 제92회 졸업식(총 4,866명 졸업)
- 2016년 3월 1일 제31대 박정희 교장 부임

## 학교 상징
- 교화 - 목련 : 봄을 알리는 아름다운 목련같이 항상 맑고 밝은 마음으로 정직하게 행동하는 어린이를 상징
- 교목 - 느티나무 : 하늘과 땅을 향해 푸르고 쑥쑥 자라는 느티나무처럼 큰 이상과 넓은 마음으로 희망찬 꿈을 가꾸는 어린이를 상징

## 참고 자료
- 단계초등학교 - 한국교육학술정보원 학교알리미